# Wasserburg Wilhelmsburg
Die sogenannte Wasserburg Wilhelmsburg war ein denkmalgeschütztes Bauernhaus im Naturschutzgebiet Heuckenlock in Hamburg-Wilhelmsburg.
Das reetgedeckte Bauernhaus wurde vor etwa 200 Jahren zum Schutz vor der Flut auf einer Warft erbaut und war nur mittels einer Brücke über einen Priel im Süßwasserwatt zu erreichen. 
1966 kam das Bauernhaus an die Stadt Hamburg und wurde durch die Initiative des Wilhelmsburger Arztes Oltmann unter Denkmalschutz gestellt. Nach 1999 stand das Haus leer, wurde 2001 durch Brandstiftung weitgehend zerstört und 2003 abgerissen.